# Pedro Américo
Pedro Américo fue un pintor, escritor y naturalista brasileño. Formado en importantes instituciones de su país y el extranjero, combinó sus distintas pasiones a lo largo de su vida. 
Demostró un gran talento plástico desde pequeño, lo cual le permitió ser protegido de distintas personalidades, así como también del gobierno, y comenzar su formación en Río de Janeiro. 
Poseyendo una sólida formación humanística, artística y científica, enseñó dibujo y pintura en Brasil, y fue profesor de la Universidad de Bruselas, además de publicar distintos libros de ensayo y ficción.